# Philibert Delmotte
Philibert-Ignace-Marie-Joseph Delmotte est un avocat, bibliothécaire et écrivain montois né le 18 juin 1745 à Mons et mort le 12 avril 1824 à Mons.

## Biographie
Philibert-Ignace-Marie-Joseph Delmotte est le fils de l'avocat Jean-Louis Delmotte (1711-1761) et de Marie Thérèse Gruelle. Marié avec Hiacinthe Thérèse Joseph Beghin, fille d'un maître orfèvre montois, il est le père d'Henri-Florent Delmotte.
Après avoir suivi de brillantes études au collège des jésuites de sa ville natale, il sort licencié es droits de l'université de Louvain en 1767. Il devient avocat au Conseil souverain de Hainaut en 1772, avant d'être nommé bailli des terres et seigneuries de Bellignies, Berelles, Beaulieux, Molembais, Eedemont, Plouier et Courteville. En 1790, les États de Hainaut lui confie la mission d'examiner les causes de l'incarcération de chacun des prisonniers détenus dans la province.
Sous la période française, il est successivement nommé officier municipal, commissaire pour constater la quantité d'assignats et intendant de la maison des orphelins de Mons en 1795, juge au tribunal civil du département de Jemmapes en 1796, membre du jury d'instruction  publique, bibliothécaire de l'école centrale et du département de Jemmapes en 1797. Il fonde la bibliothèque municipale de Mons. Installée dans l'ancienne église abbatiale de l'abbaye d'Épinlieu puis dans l'ancien collège des jésuites de la ville, les livres des anciennes abbayes et des anciens États provinciaux en constitue le noyau.
Membre du conseil général du département de Jemmapes de 1800 à 1814, il est chargé de la vérification des comptes des établissements de bienfaisance de Mons, vice-président du jury provincial du Hainaut pour l'instruction moyenne (1817) et membre de la commission pour l'établissement de l'école royale militaire et civile de Mons (1818). Il lui est également confié la mission de délimité les limites exactes de l'ancien Tournaisis et de l'ancien Hainaut en 1814, en vue de l'hypothèse de la création de la province de Tournaisis.

## Travaux
- Essai d'un glossaire wallon
- Description des vestiges du château Corbault (ancien Noyon)

## Sources
- Biographie nationale de Belgique, tome 5, Académie royale de Belgique